# 649
649(육백사십구)는 648보다 크고 650보다 작은 자연수다.

## 수학
- 합성수로, 그 약수는 1, 11, 59, 649다. 진약수의 합은 71이므로, 649는 부족수다.

## 과학
- NGC 649: 고래자리 방향에 있는 나선은하.
- 글리제 649(영어판): 허큘리스자리 방향에 있는 항성.
- 649 요제파(영어판): 소행성.

## 교통

### 항공
- 루프트한자 649편 공중 납치 사건(영어판) (1972년)

### 도로
- 649번 지방도: 충청남도 서산시 부석면에서 당진시 고대면까지 이어지는 대한민국의 지방도.

## 군사
- U-649(영어판): 제2차 세계 대전에 사용된 나치 독일의 군용 잠수함.
- LST-649(영어판): 제2차 세계 대전에 사용된 미국의 전차상륙함.

## 문화유산
- 대한민국의 보물 제649호: 세종 연화사 무인명불비상 및 대좌

## 기타
- 연도: 649년, 기원전 649년